# Acraea andromacha
Acraea andromacha (denominada popularmente, em inglês, Australian Glasswing, Little Greasy ou Small Greasy) é uma borboleta da família Nymphalidae e subfamília Heliconiinae, encontrada na Nova Guiné Ocidental, Papua Nova Guiné, Nova Caledônia e Austrália (no Território do Norte, Queensland, Nova Gales do Sul, Victoria e Austrália Meridional), sendo mais comum no norte e leste do país. Foi classificada por Johan Christian Fabricius, com a denominação de Papilio andromacha, no ano de 1775, a partir de espécimes-tipo descritos no texto Systema Entomologiae, sistens Insectorum Classes, Ordines, Genera, Species, Adiectis Synonymis, Locis, Descriptionibus, Observationibus. Suas lagartas se alimentam de plantas dos gêneros Adenia, Passiflora (família Passifloraceae) e Hybanthus (família Violaceae). A denominação andromacha deriva de suas asas translúcidas.

## Descrição
Esta espécie, vista por cima, possui as suas asas moderadamente longas e estreitas, com as extremidades arredondadas; translúcidas em seu par dianteiro e esbranquiçadas em seu par posterior, onde se localiza a maior parte de suas manchas em negro, incluindo a borda de suas asas posteriores, onde uma faixa em negro apresenta uma fileira de pontuações brancas. Não ocorre dimorfismo sexual.

## Habitat, hábitos e planta-alimento das lagartas
Acraea andromacha habita regiões abertas, secas e arborizadas, em altitudes entre o nível médio do mar e cerca de 1.000 metros; onde os machos voam constantemente em busca de fêmeas que não voam até depois do acasalamento ter ocorrido.
As plantas alimentares de suas lagartas são Passiflora cinnabarina, P. herbertiana, P. aurantia, P. caerulea, P. mollissima, P. suberosa, P. subpeltata e P. foetida (gênero Passiflora); Adenia heterophylla (gênero Adenia); Hybanthus enneaspermus, H. aurantiacus H. stellarioides e H. monopetalus (gênero Hybanthus).

## Subespécies
A. andromacha possui quatro subespécies:
- Acraea andromacha andromacha - Descrita por Fabricius em 1775. Nativa das ilhas do mar de Timor, norte da Austrália e Nova Gales do Sul (localidade tipo: desconhecida).
- Acraea andromacha indica - Descrita por Röber em 1885. Nativa das ilhas Selayar e ilhas Tukangbesi (localidade tipo: ilha Kabia).
- Acraea andromacha oenone - Descrita por Kirby em 1889. Nativa das ilhas da costa sudeste da Papua-Nova Guiné (localidade tipo: ilha Eust).
- Acraea andromacha sanderi - Descrita por Rothschild & Jordan em 1893. Nativa da Papua-Nova Guiné (localidade tipo: desconhecida).